# Duché de Bavière-Straubing

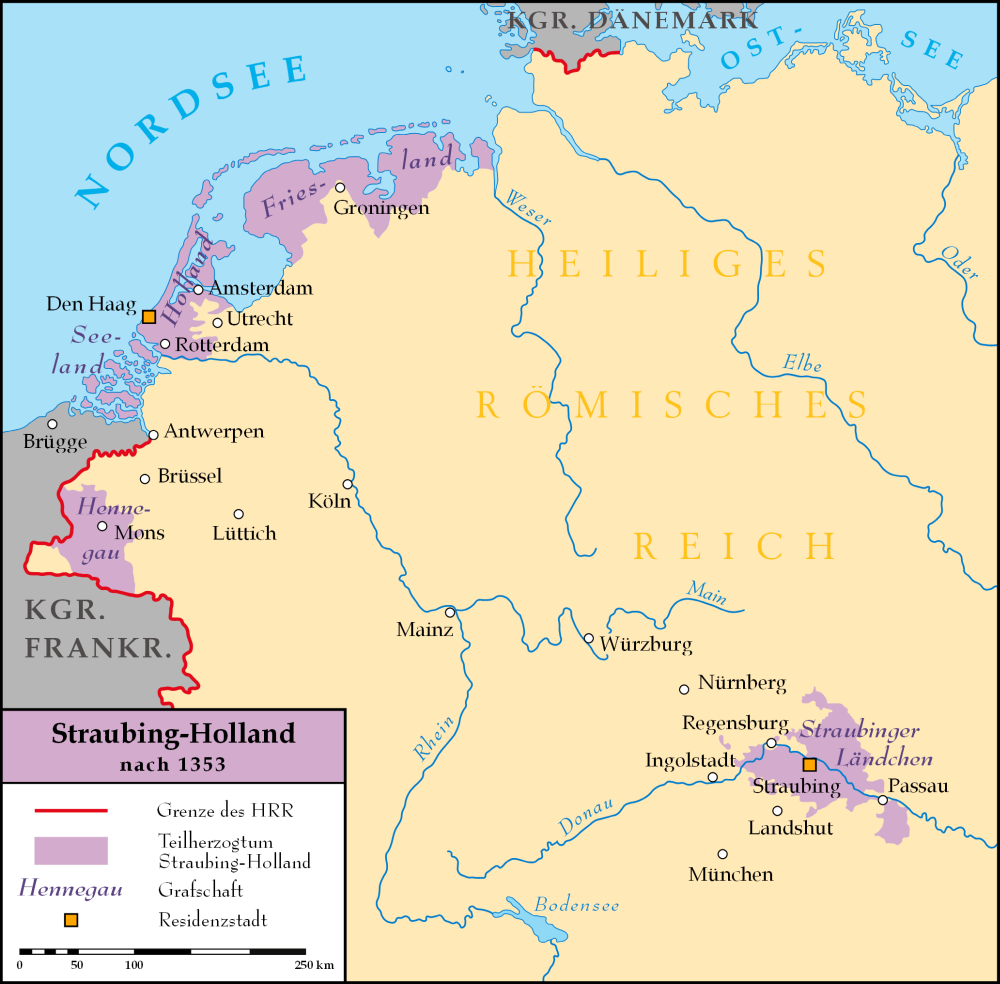
Étendue du duché

Le duché de Bavière-Straubing (aussi Basse-Bavière-Straubing-Hollande, Basse-Bavière-Straubing, Bavière-Straubing-Holland ou Straubing-Hollande) existait entre 1353 et 1425/29 et était gouverné par la Maison de Wittelsbach. Il comprenait la plupart de la Basse-Bavière d’aujourd’hui et les comtés du Hainaut, de la Hollande, de la Zélande et de la Frise.

## Liste des ducs de Bavière-Straubing
- 1347-1388 : Guillaume Ier
- 1347-1404 : Albert Ier
- 1389-1397 : Albert II
- 1404-1417 : Guillaume II
- 1418-1425 : disputé entre Jean III et Jacqueline de Hainaut

La mort de Jean III entraîne l'extinction de la lignée mâle de Bavière-Straubing. Ses possessions sont divisées en 1429, par arbitrage impérial, entre les duchés voisins de Bavière-Munich, de Bavière-Landshut et de Bavière-Ingolstadt.

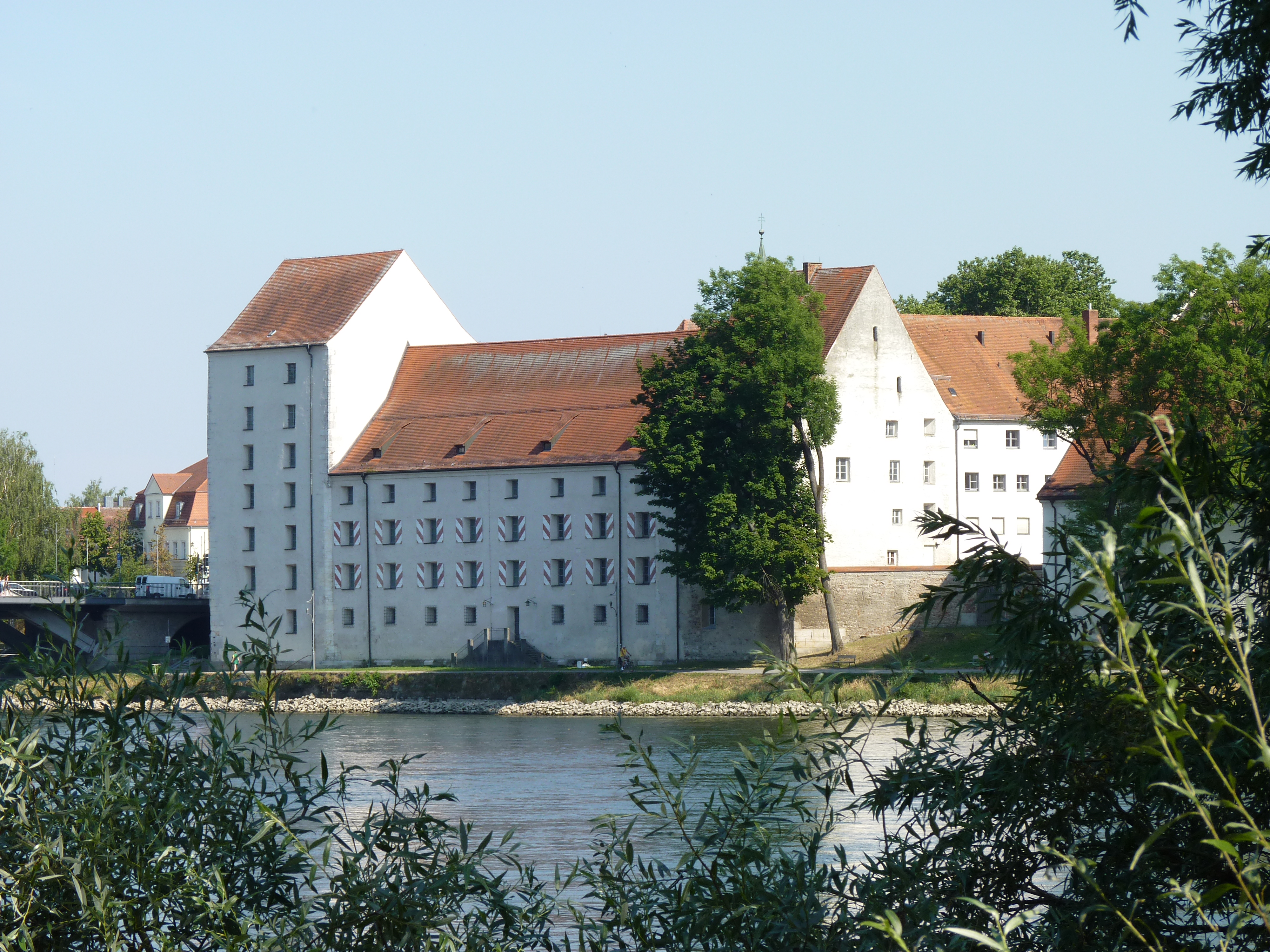
Château de Straubing, Bavière
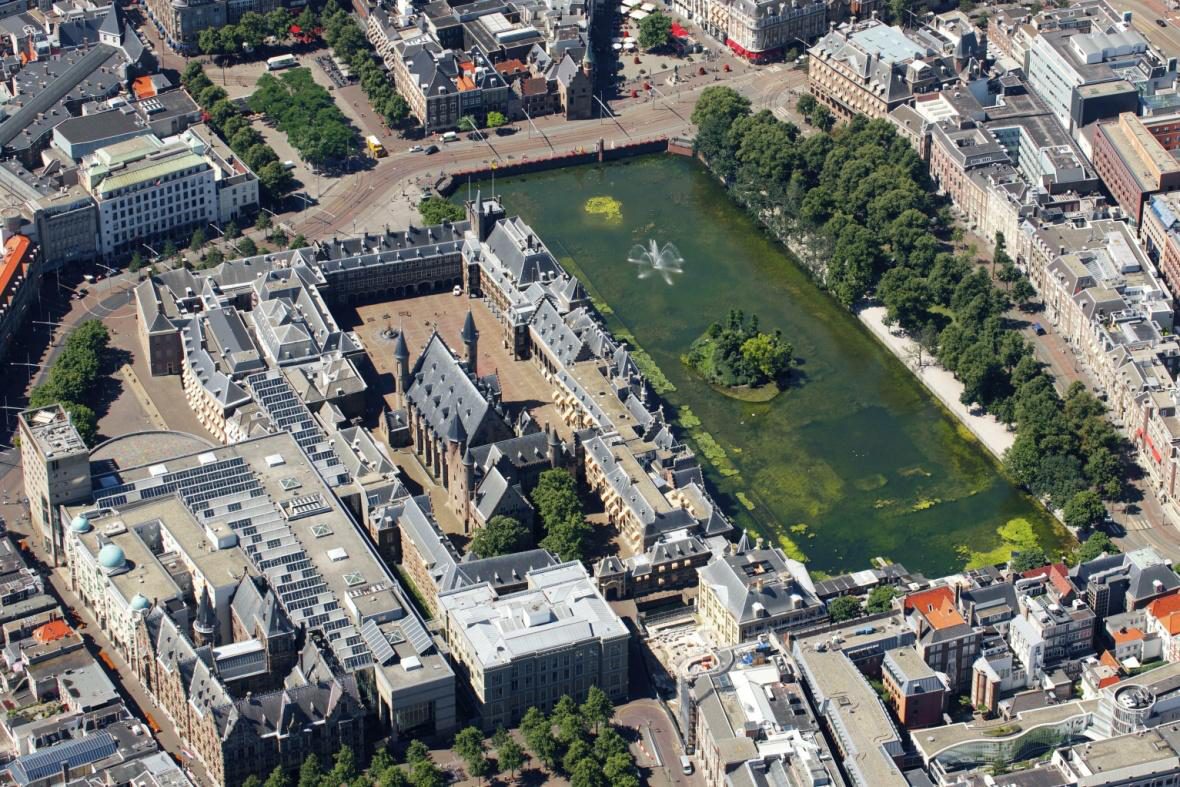
Binnenhof, Den Haag, Hollande
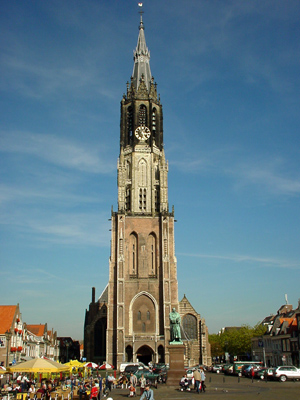
Nouvelle église de Delft, construite en 1381 sous Albert I de Bavière-Straubing-Hainaut

## Voir aussi

Blason des ducs de Bavière-Straubing-Hainaut, comtes d'Hollande